# Poèmes symphoniques de Dvořák

Ces Poèmes symphoniques sont des œuvres de la maturité d'Antonín Dvořák et ont été inspirés, à l'exception du Chant du héros, par des contes en vers de Karel Jaromír Erben issus des légendes populaires transmises par la tradition orale tchèque. Ils ont été composés après son séjour américain, lors de son retour en Bohême en 1896 et constituent les dernières œuvres pour orchestre du compositeur. Au nombre de cinq, ils sont représentatifs d'une musique à programme. Ils peuvent être rapprochés, dans la démarche, des Ouvertures de concert ou du cycle Má Vlast de Smetana.
Les trois premiers, entrepris en janvier, sont rapidement achevés dès avril et le quatrième, la Colombe, à l’automne. Le Chant du héros est composé début 1897.

## L'Ondin(Vodník), B. 195 (op. 107)
Appelé aussi Esprit des eaux (The water goblin) , il a été écrit en 1896 à Prague. L'ondin est une créature hantant les lacs. Un jour, il capture une jeune femme, l'enferme dans son palais sous les eaux et lui fait un enfant. Celle-ci souhaite retourner sur terre pour une seule journée et promet de revenir à la suite. L'ondin accepte mais la jeune femme ne revient pas. Il va la chercher chez la mère de celle-ci qui refuse de la lui rendre. De colère, il provoque une tempête qui dépose le cadavre de l'enfant au seuil de la porte de son épouse.
L'histoire est à rapprocher du thème de son opéra Rusalka, écrit quelques années plus tard, où l'héroïne est cette fois une ondine tombant amoureuse d'un être humain.
Les trois personnages (l'ondin, la femme et la mère) sont symbolisés par des thèmes différents et non par un instrument particulier.
L'œuvre fut jouée pour la première fois en audition privée le 3 juin 1896 par l'Orchestre du Conservatoire de Prague dirigé par Antonin Bennewitz. La création publique eut lieu à Londres le 21 novembre 1896. Son exécution dure habituellement une vingtaine de minutes.

## La Sorcière de midi(Polednice), B. 196 (op. 108)
Parfois intitulé La fée de midi (The noonday witch).
Composé en 1896 d'après un poème de Karel Jaromír Erben  qui fait partie du recueil Kytice.
Une mère menace son fils de la venue d'une hypothétique sorcière à midi, s'il ne se tient pas sage. Mais l'enfant n'est pas sage et la sorcière surgit à l'heure dite. Peu après, le père arrive et voit sa femme évanouie avec le cadavre de l'enfant dans ses bras.
La première publique eut lieu en novembre 1896, dirigée par Sir Henry Wood. Son exécution dure environ 13 minutes.

## Le Rouet d'or(Zlatý kolovrat), B. 197 (op. 109)
Il s'agit du mythe de Cendrillon dans une version beaucoup plus sombre : un joli prince s'éprend d'une belle jeune femme mais cette dernière est tuée cruellement et se fait défigurer et démembrer par une mère qui veut placer sa propre fille dans les bras du prince. Un ermite échange les yeux et les membres de la défunte contre un rouet d'or, et parvient à rendre vie à la future princesse. Le rouet est montré au prince qui l'actionne : il raconte alors les circonstances horribles du meurtre et permet ainsi de démasquer l'imposture. Le prince retrouve sa princesse reconstruite par l'ermite et la ramène au château. 
La première eut lieu à Londres le 26 octobre 1896 (titre anglais: The Golden Spinning-Wheel). Son exécution dure un peu moins d'une demi-heure.

## La Colombe(Holoubek), B. 198 (op. 110)
Le titre original a reçu plusieurs traductions françaises: Le Pigeon, Le Pigeon sauvage, Le pigeon des bois, La Colombe sauvage, les Anglais ont opté pour The Wild Dove, les Allemands ont choisi Die Waldtaube.
Inspirée d'une autre ballade de Erben, extraite de Kytice, l'œuvre dure une vingtaine de minutes.
Une femme tue son mari. Sur sa tombe pousse un arbre qui abrite une colombe, témoin du remariage de l'ex-épouse. En entendant le chant de l'oiseau, un sentiment profond de culpabilité s'empare de la coupable qui se jette dans les flots.
L'œuvre a été donnée pour la première fois le 20 mars 1898 à Brno sous la direction de Leoš Janáček, âgé de quarante-quatre ans et grand admirateur de Dvořák ; la création viennoise fut assurée par Gustav Mahler le 3 décembre 1899.

## Le Chant du héros(Píseň bohatýrská), B. 199 (op. 111)
Le chant du héros (A Hero's Song) ou  Le chant héroïque opus 111 (B 199) composé en 1897 fut créé à Vienne sous la direction de Gustav Mahler le 20 décembre 1899. Son exécution dure habituellement une vingtaine de minutes.
Le programme, sans base littéraire (l'œuvre eut d'ailleurs plusieurs titres) doit évoquer à l'auditeur le courage, la douleur, l'espoir, la volonté, la lutte et finalement la victoire, et il peut avoir été destiné à être autobiographique.  